# گراند کروکلانتسکیه
گراند کروکلانتسکیه (به لهستانی:  Grądy Kruklaneckie) یک روستا در لهستان است که در گمینا کروکلانکی واقع شده‌است.